# Дубица-Гурна
Дубица-Гурна (пол. Dubica Górna) — деревня в Бяльском повете Люблинского воеводства Польши. Входит в состав гмины Вишнице. По данным переписи 2011 года, в деревне проживало 396 человек.

## География
Деревня расположена на востоке Польши, на левом берегу реки Зелявы, на расстоянии приблизительно 27 километров к югу от города Бяла-Подляска, административного центра повета. Абсолютная высота — 148 метров над уровнем моря. Через населённый пункт проходит региональная автодорога 812.

## История
В XIX веке существовала деревня Дубица, из которой позднее выделились деревни Дубица-Дольна и Дубица-Гурна. По данным на 1827 год в Дубице имелось 47 дворов и проживало 303 человека. Согласно «Справочной книжке Седлецкой губернии на 1875 год» деревня входила в состав гмины Городище Влодавского уезда Седлецкой губернии.
В период с 1975 по 1998 годы находилась в составе Бяльскоподляского воеводства.

## Население
Демографическая структура по состоянию на 31 марта 2011 года:
|         | Всего | До трудоспособного возраста | Трудоспособного возраста | Старше трудоспособного возраста |
| ------- | ----- | --------------------------- | ------------------------ | ------------------------------- |
| Мужчины | 204   | 45                          | 137                      | 22                              |
| Женщины | 192   | 35                          | 106                      | 51                              |
| Всего   | 396   | 80                          | 243                      | 73                              |